# Sồi ba cạnh
Sồi ba cạnh hay còn gọi cây lịch (danh pháp khoa học: Trigonobalanus verticillata) là một loài thực vật có hoa trong họ Cử. Loài này được Forman miêu tả khoa học đầu tiên năm 1962.